# アレンダ (小惑星)
アレンダまたはアランダ（英語：1502 Arenda）は、小惑星帯に位置する小惑星。ハイデルベルクでドイツの天文学者カール・ラインムートが発見した。
ベルギーの天文学者で、生涯で3個の彗星と50個以上の小惑星を発見したシルヴァン・アランに因んで命名された。